# Bársonyosi-árok
A Bársonyosi-árok Bársonyostól északra ered, Komárom-Esztergom vármegyében. A patak forrásától kezdve északkeleti irányban halad, majd Bábolnánál eléri a Cuhát.
A Bársonyosi-árok vízgazdálkodási szempontból a Cuhai-Bakony ér és Concó Vízgyűjtő-tervezési alegység működési területéhez tartozik.

## Part menti település
- Bársonyos